# Acacia hippuroides
Acacia hippuroides é uma espécie de leguminosa do gênero Acacia, pertencente à família Fabaceae.